# ザ・トーキョー・ブルース
『ザ・トーキョー・ブルース』（The Tokyo Blues）は、アメリカ合衆国のジャズ・ピアニスト、ホレス・シルヴァーが1962年に録音・発表したスタジオ・アルバム。

## 背景
シルヴァーは1962年1月2日から15日に自身初の日本ツアーを行い、本作は同年7月に、日本公演時と同じラインナップで録音された。なお、ドラマーのジョン・ハリス・ジュニアは、体調を崩したロイ・ブルックスの代役として、1961年末に加入したばかりの新メンバーである。
大部分の曲は、シルヴァーが日本滞在の思い出を元に作った新曲だが、「チェリー・ブロッサム」のみ、当時サラ・ヴォーンの伴奏ピアニストとして知られていたロンネル・ブライトの曲で、この曲はピアノ・トリオ編成で録音された。「トゥー・マッチ・サケ」のタイトルは、日本ツアー当時シルヴァーらと共にすき焼き店に行った白木秀雄が、熱燗を飲んで酔っ払ったシルヴァー達を見て発した言葉に由来し、シルヴァーは「日本酒はそれほど強い酒ではないけど、じわじわと酔っていくよ」とコメントしている。アルバム・ジャケットはニューヨークで撮影され、シルヴァーを囲んでいる着物の女性の一人は出光真子である。

## 評価・影響
Steve Leggettはオールミュージックにおいて5点満点中4点を付け「ラテン・リズムとブルースを基本としており、シルヴァーが東京に影響を受けた曲は、多少の異文化交流もあるが、最終的には、彼が追求してきたアメリカのハード・バップそのものである」と評している。タイトル曲はシルヴァー自身による歌詞も作られており、ディー・ディー・ブリッジウォーターは1994年録音のアルバム『"ラヴ&ピース"トリビュート・トゥ・ホレス・シルヴァー』で、シルヴァーの歌詞に準拠したカヴァーを歌っている。

## 収録曲
特記なき楽曲はホレス・シルヴァー作。
1. トゥー・マッチ・サケ - "Too Much Sake" - 6:48
2. サヨナラ・ブルース - "Sayonara Blues" - 12:10
3. ザ・トーキョー・ブルース - "The Tokyo Blues" - 7:39
4. チェリー・ブロッサム - "Cherry Blossom" (Ronnell Bright) - 6:11
5. アー! ソー - "Ah! So" - 7:04

## 参加ミュージシャン
- ホレス・シルヴァー - ピアノ
- ブルー・ミッチェル - トランペット(#4を除く全曲)
- ジュニア・クック - テナー・サクソフォーン(#4を除く全曲)
- ジーン・テイラー - ベース
- ジョン・ハリス・ジュニア - ドラムス